# 迪恩斯 (新澤西州)
迪恩斯（英語：Deans）是位於美國新澤西州米德爾塞克斯縣的普查規定居民點。

## 人口
根據2020年美國人口普查的數據，迪恩斯的面積為2.93平方千米，當中陸地面積為2.90平方千米，而水域面積為0.03平方千米。當地共有人口1615人，而人口密度為每平方千米551.19人。